# Auenwald Plötzkau
Auenwald Plötzkau este o arie protejată (arie de protecție specială avifaunistică — SPA) din Germania întinsă pe o suprafață de 385 ha, integral pe uscat.

## Localizare
Centrul sitului Auenwald Plötzkau este situat la coordonatele 51°44′57″N 11°42′10″E / 51.7492°N 11.7028°E.

## Înființare
Situl Auenwald Plötzkau a fost declarat arie de protecție specială avifaunistică în octombrie 2000 pentru a proteja 28 de specii de animale.

## Biodiversitate
Situată în ecoregiunea continentală, aria protejată nu include niciun habitat protejat.
La baza desemnării sitului se află mai multe specii protejate de  păsări (28): pescăruș albastru (Alcedo atthis), fâsă de luncă (Anthus pratensis), acvilă țipătoare mică (Aquila pomarina), Ardea cinerea cinerea, ciuf de câmp (Asio flammeus), rață roșie (Aythya nyroca), buhai de baltă (Botaurus stellaris stellaris), barză albă (Ciconia ciconia ciconia), barză neagră (Ciconia nigra), erete de stuf (Circus aeruginosus), erete vânăt (Circus cyaneus), porumbel de scorbură (Columba oenas), prepeliță (Coturnix coturnix), ciocănitoarea de stejar (Dendrocopos medius), ciocănitoare neagră (Dryocopus martius), șoim de iarnă (Falco columbarius), Falco peregrinus peregrinus, Grus grus grus, codalb (Haliaeetus albicilla), capîntortură (Jynx torquilla), sfrâncioc roșiatic (Lanius collurio), presură sură (Miliaria calandra), gaia neagră (Milvus migrans), gaia roșie (Milvus milvus), vultur pescar (Pandion haliaetus), viespar (Pernis apivorus), ciocănitoare verzuie (Picus canus), fluierar de mlaștină (Tringa glareola).
Pe lângă speciile protejate, pe teritoriul sitului au mai fost identificate 1 specie de păsări.